# Savannah (Ohio)
Savannah é uma vila localizada no estado norte-americano de Ohio, no Condado de Ashland.

## Demografia
Segundo o censo norte-americano de 2000, a sua população era de 372 habitantes.
Em 2006, foi estimada uma população de 368, um decréscimo de 4 (-1.1%).

## Geografia
De acordo com o United States Census Bureau tem uma área de
1,1 km², dos quais 1,1 km² cobertos por terra e 0,0 km² cobertos por água.

## Localidades na vizinhança
O diagrama seguinte representa as localidades num raio de 16 km ao redor de Savannah.